# 垂水バイパス
垂水バイパス（たるみバイパス）は、岡山県真庭市にある国道313号のバイパス道路である。

## 概要
真庭市下方から真庭市落合垂水地内における従来の国道313号は線形が悪く、2車線ではあるものの車線幅員が2.75 mと狭い上、通学路でありながら歩道も未設置で道路幅員が狭小であった。そのため、岡山県が1996年（平成8年）度より延長約1.8 kmのバイパス道路整備に着手。2005年（平成17年）10月に岡山県道30号落合建部線の西側、約0.7 kmが供用され、2010年（平成22年）11月1日12時00分に全線供用となる
。

### 路線データ
- 起点 : 真庭市下方
- 終点 : 真庭市落合垂水 （岡山県道30号落合建部線と接続）
- 延長 : 1.84km
- 設計速度 : 60km/h
- 道路幅員 : 16.5m （両側歩道付き）
- 車線幅員 : 3.25m
- 車線数 : 完成2車線
- 事業期間 : 1996年（平成８年） ‐ 2010年（平成22年）
- 事業費 : 約29億円

## 地理

### 通過する自治体
- 岡山県
  - 真庭市

### 交差する道路
- 岡山県道30号落合建部線